# دو ۲۰۰ متر

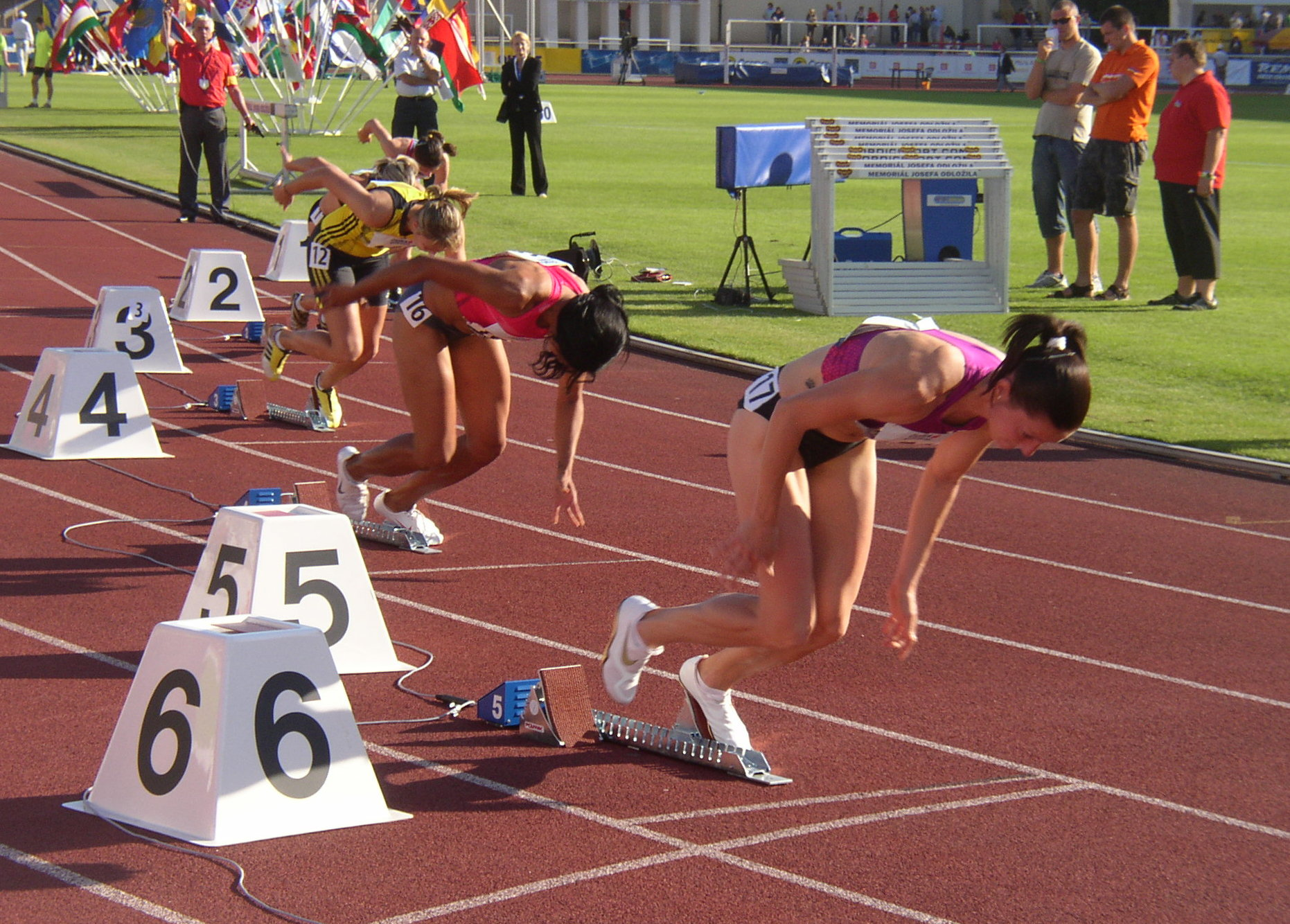
ورزشکاران در جایگاه آغاز مسابقهٔ دو ۲۰۰ متر، سال ۲۰۱۰، پراگ

دو ۲۰۰ متر یکی از رشته‌های دو سرعت است. مسابقات دو ۲۰۰ متر در پیست‌های ۴۰۰متری از قوسِ پیست آغاز می‌شود و در بخش مستقیم آن به پایان می‌رسد. از آن‌جا که شیوهٔ دویدن در قوس با دویدن به‌طور مستقیم متفاوت است، دوندگان باید در طول مسابقه از تکنیک‌های دویدن متفاوتی استفاده کنند. مسابقه‌های دو ۲۰۰ متر بیشتر بر توان افراد در بالا نگه‌داشتن سرعت خود و پایداری در این کار تأکید دارد.
رکورد دو ۲۰۰ متر با ۱۹٬۱۹ ثانیه به یوسین بولت جامائیکایی تعلق دارد. رکورد دو ۲۰۰ متر زنان به دو ۲۱٬۳۴ ثانیه‌ای فلورنس گریفیت-جوینر در المپیک ۱۹۸۸ سئول مربوط می‌شود. قهرمان کنونی مردان و زنان المپیک این رشته یوسین بولت و آلیسون فلیکس آمریکایی هستند و در آخرین دوره مسابقات قهرمانی جهان در سال ۲۰۱۳ نیز بولت و هموطنش شلی آن فریزر پرایس در هر دو رشتهٔ ۱۰۰ متر و ۲۰۰ متر قهرمان شدند. یوسین بولت به همراه ورونیکا کمپبل بانوی دوندهٔ جامائیکایی و بربل ووکل از آلمان غربی تنها افرادی هستند که دو بار در المپیک قهرمان این رشته شده‌اند.
بیشتر دوندگان دو ۲۰۰ متر در رشته‌های دیگر به خصوص در دو ۱۰۰ متر هم مسابقه می‌دهند. تاکنون در ده دوره المپیک یک دونده هم در دو ۲۰۰ متر و هم در ۱۰۰ متر قهرمان شده‌است که آخرین آن‌ها قهرمانی یوسین بولت در دو ۱۰۰ متر و ۲۰۰ متر در المپیک ۲۰۱۲ لندن بود. او این کار را در المپیک ۲۰۰۸ پکن هم انجام داده بود و تنها ورزشکاری است که دو بار پیاپی این کار را تکرار کرده‌است. در رده زنان هم این اتفاق ۶ بار افتاده است.
قهرمانی یک دونده در دو رشتهٔ ۲۰۰ متر و ۴۰۰ متر هم سه بار اتفاق افتاده است: یک بار در ردهٔ مردان توسط مایکل جانسون آمریکایی که این کار را در المپیک ۱۹۹۶ آتلانتا انجام داد که طی آن رکورد جدیدی به میزان ۱۹٬۳۲ ثانیه هم برای دو ۲۰۰ متر ثبت کرد و دو بار در رده زنان توسط والری بریسکو-هوکس آمریکایی در المپیک ۱۹۸۴ و ماری-ژوزه پرک فرانسوی در المپیک ۱۹۹۶.
در صورتی که در هنگام برگزاری مسابقه باد موافق (از پشت سر دوندگان) با سرعت بیشتر از ۲ متر بر ثانیه بوزد، رکوردهای دوندگان اعتبار رسمی نخواهند داشت، اما نتیجه مسابقه معتبر خواهد بود چون شرایط برای شرکت‌کنندگان یکسان بوده‌است.
در گذشته در آمریکا و جاهای دیگری مسابقه‌ای در یک زمین مستقیم به مسافت ۲۲۰ یارد (۲۰۱٫۱۶۸ متر) بجای ۲۰۰ متر انجام می‌شد. برای تبدیل رکوردهای ۲۲۰ یارد به ۲۰۰ متر روش استاندارد کسر ۰٫۱ ثانیه از رکورد است. البته راه‌های دیگری هم برای تبدیل زمان وجود دارد.